# Mikołaj Grek
Mikołaj Grek herbu własnego (zm. przed 2 maja 1620 roku) – sędzia ziemski mielnicki w 1600 roku, podsędek mielnicki w latach 1598–1600.

## Życiorys
W 1613 roku jako poseł ziemi mielnickiej na sejm nadzwyczajny został wyznaczony do Trybunału Skarbowego Koronnego. Jako poseł na sejm 1616 roku wyznaczony do lustracji m.in. dóbr stołowych Mazowsza i Podlasia.